# ساواته (فیلم)
«ساواته» (انگلیسی: Savate) (همچنین به عنوان جنگنده شناخته می‌شود) یک فیلم وسترن و رزمی آمریکایی محصول ۱۹۹۵ به کارگردانی آیزاک فلورنتین و با بازی اولیویه گرونر است که به عنوان داستان واقعی اولین کیک بوکسور جهان تبلیغ می‌شود.